# Art Clokey
Arthur „Art“ Clokey (* 12. Oktober 1921 in Detroit, Michigan, Vereinigte Staaten; † 8. Januar 2010 in Los Osos, Kalifornien) war ein US-amerikanischer Regisseur und Trickfilmanimator. Clokey gilt als Pionier der Knetanimations-Technik. Er ist der Erfinder der Kindersendungen Gumby und Davey and Goliath.

## Leben
Er wurde 1921 als Arthur Charles Farrington in Detroit geboren. Nach der Scheidung seiner Eltern 1929 lebte er bei seinem Vater, der ein Jahr später bei einem Autounfall starb. Seine Mutter und ihr neuer Mann schickten ihn in ein Kinderheim. Im Alter von 11 Jahren wurde er vom Komponisten Joseph W. Clokey adoptiert, der ihm die Kunst näher brachte, indem er ihm Zeichnen beibrachte.
Clokey studierte an der Miami University in Ohio und besuchte danach das Hartford Seminary in Connecticut. Später begann er ein Studium an der University of Southern California, wo er den serbisch-amerikanischen Filmemacher Slavko Vorkapić traf, der seine späteren Arbeiten stark beeinflusste.
1953 entstand sein erster Film Gumbasia, in dem Figuren aus Knetmasse zu Jazzmusik tanzen. Kurz darauf erstellte er die Figur Gumby. Die Figur erhielt 1957 eine eigene Serie, die 1962 und 1966/67 um weitere Folgen ergänzt wurde. Eine weitere Gumby-Serie entstand 1988, wobei neben neu produzierten Filmen auch altes Material wiederverwendet wurde.
Im Jahr 1995 entstand der Spielfilm Gumby und seine Freunde.
Clokey war zweimal verheiratet. Seine erste Frau Ruth Clokey unterstützte ihn auch bei der Produktion seiner Knetanimationen. Die 1948 geschlossene Ehe, aus der ein Sohn und eine Tochter (1955–1974) entsprangen, wurde 1966 geschieden. Im Jahr 1976 heiratete Clokey erneut; seine zweite Frau Gloria starb 1998.

## Filmografie
- 1955: Gumbasia
- 1961–1967: Davey and Goliath
- 1966: Gumby (The Gumby Show)
- 1977: Mandala
- 1987: The Puppetoon Movie
- 1988: Gumby Adventures
- 1995: Gumby und seine Freunde (Gumby: The Movie)